# 東国市構想
東国市構想（とうごくしこうそう）は、群馬県の県央にある前橋市や高崎市などにおいて検討されている市町村合併構想。政令指定都市の東国市（とうごくし）の設置を2025年（令和7年）に目指していたが、見送られたとされる。

## 歴史
東国市構想は、1988年（昭和63年）6月に社団法人「理想の都市群建設研究会」（1972年（昭和47年）発足）によって、当時の4市4町の統合による政令指定都市構想として発表された。
報告書では群馬県央地域の特殊課題として、首都圏基本計画などで前橋市と高崎市は同じ都市域と認識されながら、旧藩時代の流れから、行政、産業、文化などで並立状況にあり一体の都市域になっていないとされた。東国市構想では、電話の市外局番の統一、図書館などの文化施設の共同利用、組合立大学の設置運営、許認可事務の一体化などを掲げている。
理想の都市群建設研究会は関係市町村の経済団体や企業関係者などからなり、平成の大合併で群馬県内にて市町村合併が始まる前の2002年（平成14年）には、前橋市と高崎市の合併を提唱した。2017年（平成29年）には、2025年（令和7年）度までに前橋市、高崎市、伊勢崎市、藤岡市、玉村町の合併実現を目指す方針が決められた。しかし、未だ機運醸成に至っていないとして、研究会では2020年（令和2年）から2021年（令和3年）にかけて、まず魅力的な都市の在り方の研究などに方向性を転換することになった。